# Jose Romeo Orquejo Lazo
Jose Romeo Orquejo Lazo (San Jose de Buenavista, 23 gennaio 1949) è un arcivescovo cattolico filippino, dal 2 febbraio 2025 arcivescovo emerito di Jaro.

## Biografia
È nato il 23 gennaio 1949 a San Jose de Buenavista, da Juan P. Lazo e Fausta Orquejo, entrambi ora deceduti. È stato battezzato il 13 febbraio dello stesso anno nella chiesa parrocchiale di San Giuseppe della stessa città.

### Formazione e ministero sacerdotale
Ha completato la sua formazione in seminario presso il St Vincent Ferrer Major Seminary di Jaro ed è stato ordinato sacerdote nel 1975. Dopo l'ordinazione ha proseguito gli studi superiori presso l'East Asian Pastoral Institute di Quezon City e l'Istituto di teologia pastorale di Berkeley negli Stati Uniti.
Dopo essere stato parroco a Dao, ha iniziato l'insegnamento nel Seminario minore di San Pietro, diventando poi rettore nel 1983. Dal 1987 al 1993 è vicario generale della diocesi di San Jose de Antique. Nel 1998 è diventato membro del programma organizzato dai vescovi filippini per la formazione permanente del clero locale.
Il 15 novembre 2003 papa Giovanni Paolo II lo ha nominato vescovo di Kalibo. Ha ricevuto l'ordinazione episcopale il 29 dicembre dello stesso anno dall'arcivescovo Antonio Franco, nunzio apostolico nelle Filippine.
Il 21 luglio 2009 papa Benedetto XVI lo ha nominato vescovo di San Jose de Antique.
Papa Francesco lo ha promosso arcivescovo metropolita di Jaro il 14 febbraio 2018 mentre, il 2 febbraio 2025, ha accolto la sua rinuncia presentata per raggiunti limiti di età.
È vicepresidente della Commissione episcopale per il clero e membro della Commissione episcopale per le vocazioni della Conferenza episcopale delle Filippine.

## Genealogia episcopale e successione apostolica
La genealogia episcopale è:
- Cardinale Scipione Rebiba
- Cardinale Giulio Antonio Santori
- Cardinale Girolamo Bernerio, O.P.
- Arcivescovo Galeazzo Sanvitale
- Cardinale Ludovico Ludovisi
- Cardinale Luigi Caetani
- Cardinale Ulderico Carpegna
- Cardinale Paluzzo Paluzzi Altieri degli Albertoni
- Papa Benedetto XIII
- Papa Benedetto XIV
- Papa Clemente XIII
- Cardinale Enrico Benedetto Stuart
- Papa Leone XII
- Cardinale Chiarissimo Falconieri Mellini
- Cardinale Camillo Di Pietro
- Cardinale Mieczysław Halka Ledóchowski
- Cardinale Jan Maurycy Paweł Puzyna de Kosielsko
- Arcivescovo Józef Bilczewski
- Arcivescovo Bolesław Twardowski
- Arcivescovo Eugeniusz Baziak
- Papa Giovanni Paolo II
- Arcivescovo Antonio Franco
- Arcivescovo Jose Romeo Orquejo Lazo

La successione apostolica è:
- Arcivescovo Midyphil Bermejo Billones (2019)